# Zalesie (powiat łęczyński)
Zalesie – kolonia w Polsce położona w województwie lubelskim, w powiecie łęczyńskim, w gminie Milejów. Miejscowość leży przy drodze powiatowej (2021L) z Łąńcuchowa do Mełgwi.
W latach 1975–1998 miejscowość należała administracyjnie do województwa lubelskiego.
Kolonia stanowi sołectwo w gminie Milejów. Według Narodowego Spisu Powszechnego z roku 2011 kolonia liczyła 139 mieszkańców.